# Tiarocarpus tragacanthoides
Tiarocarpus tragacanthoides là một loài thực vật có hoa trong họ Cúc. Loài này được (Rech.f. & Gilli) Rech.f. miêu tả khoa học đầu tiên.